# Paso Las Pampas-Lago Verde
Paso Las Pampas - Lago Verde es un paso fronterizo entre la República Argentina (Provincia del Chubut) y la República de Chile, se encuentra en el sur de ambos países, del lado chileno corresponde a la XI Región Aisén del General Carlos Ibáñez del Campo, el camino es de ripio, la habilitación permanente en el horario establecido, para el verano de 08,00 a 22,00 y en temporada invernal comenzando a las 08,00 y hasta las 20,00, la altura del paso es de 515 m s. n. m., a 4 km del paso hay policías en el retén Lago Verde, los ciudadanos chilenos para salir del país necesitan un salvoconducto obtenible en la Policía Internacional, Condelll 14, de la localidad de Coyhaique.